# Advanced Light Action
Advanced Light Action – system Shimano obejmujący przerzutki i manetki roweru górskiego wprowadzony po raz pierwszy w 1994 roku w Deore XT, a obecnie stosowany we wszystkich grupach osprzętu. W systemie tym sprężyna pantografu przerzutki jest słabsza, a sprężyna w manetce silniejsza, ale sumaryczna siła obu sprężyn jest mniejsza niż w przypadku innych układów. Dodatkowo, Shimano wprowadziło pancerze pokryte wewnątrz teflonem i lepiej uszczelnione sworznie w przerzutkach. Dzięki temu dźwigienki manetek RapidFire wymagają mniej siły.